# František Vališ
František Vališ (17. ledna 1922 – ???) byl český a československý politik Komunistické strany Československa a poúnorový poslanec Národního shromáždění ČSR.

## Biografie
Ve volbách roku 1954 byl zvolen za KSČ do Národního shromáždění ve volebním obvodu České Budějovice. V parlamentu setrval do konce funkčního období, tedy do voleb roku 1960.
K roku 1954 se profesně uvádí jako ředitel státního statku v Táboře. Do čela statku se dostal v letech 1948–1949 a podílel se na jeho hospodářské konsolidaci. Jeho otec byl lesní dělník, matka zemřela. František Vališ od dětství pracoval. Za druhé světové války byl totálně nasazen, ale utekl a pracoval pak na dráze v Táboře.